# 60è Festival Internacional de Cinema de Canes
El 60è Festival Internacional de Cinema de Canes es va dur a terme del 16 al 27 de maig de 2007. El President del jurat fou el director britànic Stephen Frears. Es van seleccionar 22 pel·lícules de 12 països per la Palma d'Or. Els premis foren anunciats el 26 de maig. 4 luni, 3 saptamini si 2 zile, dirigida per Cristian Mungiu va guanyar la Palma d'Or.
El festival va obrir amb My Blueberry Nights, dirigida per Wong Kar-wai i va tancar amb L'Âge des ténèbres de Denys Arcand. Diane Kruger va ser la mestressa de cerimònies.
El pòster oficial del 60è festival de Canes mostra Pedro Almodóvar, Juliette Binoche, Jane Campion, Souleymane Cissé, Penélope Cruz, Gérard Depardieu, Samuel L. Jackson, Bruce Willis i Wong Kar Wai, tots fotografiats per Alex Majoli.

## Jurat

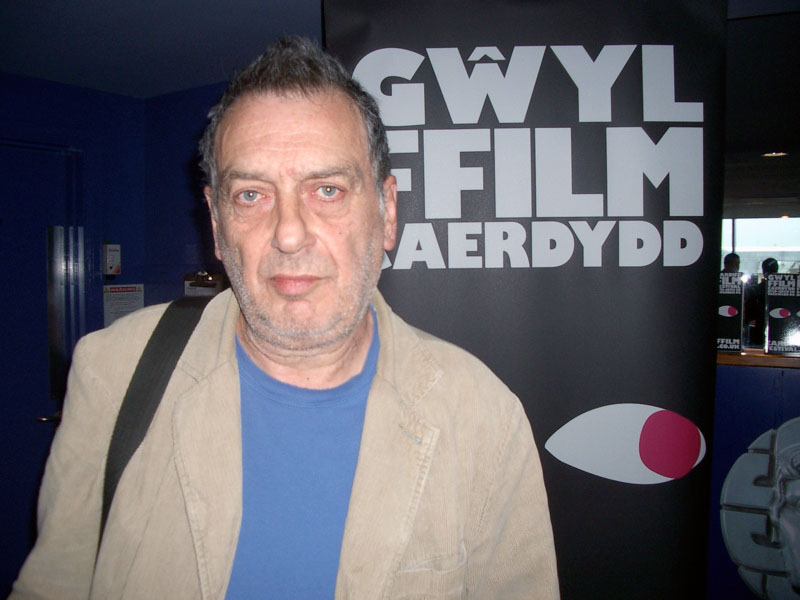
Stephen Frears, president del jurat

| Orhan Pamuk, membre del jurat |  | Orhan Pamuk, membre del jurat                  |
| Orhan Pamuk, membre del jurat |  | Jia Zhangke, president del jurat Cinéfondation |

### Competició principal
Les següents persones foren nomenades per formar part del jurat de la competició principal en l'edició de 2007:
- Stephen Frears (director britànic) President del jurat
- Marco Bellocchio (director italià)
- Maggie Cheung (actriu de Hong Kong)
- Toni Collette (actriu australiana)
- Maria de Medeiros (actriu portuguesa)
- Orhan Pamuk (novel·lista turc guanyador del Premi Nobel)
- Michel Piccoli (actor francès)
- Sarah Polley (actriu i director canadenc)
- Abderrahmane Sissako (director maurità)

### Un Certain Regard
Les següents persones foren nomenades per formar part del jurat de la secció Un Certain Regard de 2007:
- Pascale Ferran (director francpes) President
- Kent Jones (escriptor estatunidenc)
- Cristi Puiu (director romanès)
- Bian Qin
- Jasmine Trinca (actriu italiana)

### Cinéfondation i curtmetratges
Les següents persones foren nomenades per formar part del jurat de la secció Cinéfondation i de la competició de curtmetratges:
- Jia Zhangke (director xinès) President
- Niki Karimi (actriu i directora iraniana)
- J. M. G. Le Clézio (escriptor francès)
- Dominik Moll (director alemany)
- Deborah Nadoolman (dissenyadora estatunidenca)

### Càmera d'Or
Les següents persones foren nomenades per formar part del jurat de la Càmera d'Or de 2007:
- Pavel Lounguine (escriptor i directorrus) President
- Renato Berta (cineasta suís)
- Julie Bertucelli (directora francesa)
- Clotilde Courau (actriu francesa)

## Selecció oficial

### En competició – pel·lícules
Les següents pel·lícules competiren per la Palma d'Or:
| Títol original                 | Director(s)                         | País          |
| ------------------------------ | ----------------------------------- | ------------- |
| 4 luni, 3 saptamini si 2 zile  | Cristian Mungiu                     | Romania       |
| Aleksandra                     | Alexander Sokurov                   | Rússia        |
| Izgnanie (Изгнание)            | Andrei Zviàguintsev                 | Rússia        |
| Soom (숨)                      | Kim Ki-duk                          | Corea del Sud |
| Death Proof                    | Quentin Tarantino                   | Estats Units  |
| Le scaphandre et le papillon   | Julian Schnabel                     | França        |
| Auf der anderen Seite          | Fatih Akın                          | Alemanya      |
| Import Export                  | Ulrich Seidl                        | Àustria       |
| Une vieille maîtresse          | Catherine Breillat                  | França        |
| Les chansons d'amour           | Christophe Honoré                   | França        |
| A londoni férfi                | Béla Tarr                           | Hongria       |
| Mogari no mori (殯の森)        | Naomi Kawase                        | Japó          |
| My Blueberry Nights            | Wong Kar-wai                        | Hong Kong     |
| No Country for Old Men         | Joel i Ethan Coen                   | Estats Units  |
| Paranoid Park                  | Gus Van Sant                        | Estats Units  |
| Persepolis                     | Marjane Satrapi i Vincent Paronnaud | França        |
| Zavet (Завет)                  | Emir Kusturica                      | Sèrbia        |
| Secret Sunshine(밀양, Milyang) | Lee Chang-dong                      | Corea del Sud |
| Luz silenciosa                 | Carlos Reygadas                     | Mèxic         |
| Tehilim                        | Raphael Nadjari                     | França        |
| We Own the Night               | James Gray                          | Estats Units  |
| Zodiac                         | David Fincher                       | Estats Units  |

### Un Certain Regard
Les següents pel·lícules foren seleccionades per competir a Un Certain Regard:
- Actrices de Valeria Bruni Tedeschi ( França)
- Am Ende kommen Touristen de Robert Thalheim ( Alemanya)
- Bikur Ha-Tizmoret d'Eran Kolirin ( Israel)
- Máng shān de Li Yang ( R.P. de la Xina)
- California Dreamin' de Cristian Nemescu ( Romania)
- Calle Santa Fe de Carmen Castillo ( Xile)
- Et toi, t'es sur qui? de Lola Doillon ( França)
- Le Voyage du ballon rouge de Hou Hsiao-hsien ( França,  Taiwan)
- Kuaile Gongchang d'Ekachai Uekrongtham ( Tailàndia)
- Magnus de Kadri Kõusaar ( Estònia,  Regne Unit)
- Mio fratello è figlio unico de Daniele Luchetti ( Itàlia)
- Mister Lonely de Harmony Korine ( Estats Units)
- Munyurangabo de Lee Isaac Chung ( Estats Units)
- Night Train de Diao Yi'nan ( R.P. de la Xina)
- El Baño del Papa d'Enrique Fernandez i César Charlone ( Uruguai)
- La soledad de Jaime Rosales ( Espanya)
- A Stray Girlfriend d'Ana Katz ( Argentina)
- L'Avocat de la terreur de Barbet Schroeder ( França)
- Naissance des Pieuvres de Celine Sciamma ( França)
- Du levande de Roy Andersson ( Suècia)

### Pel·lícules fora de competició
Les següents pel·lícules foren seleccionades per ser projectades fora de competició:

- Boarding Gate d'Olivier Assayas ( França)
- L'Âge des ténèbres de Denys Arcand ( Canadà,  França)
- Déficit de Gaël Garcia Bernal ( Mèxic)
- Expired de Cecilia Miniucchi ( Estats Units)
- Go Go Tales d'Abel Ferrara ( Estats Units,  Itàlia)
- Héros de Bruno Merle ( França)
- A Mighty Heart de Michael Winterbottom ( Estats Units,  Regne Unit)
- Ocean's Thirteen de Steven Soderbergh ( Estats Units)
- Sicko de Michael Moore ( Estats Units)
- Chacun son cinéma (varis) ( França)
- Tie saam gok de Ringo Lam, Johnny To, Tsui Hark ( Hong Kong,  R.P. de la Xina)
- U2 3D de Catherine Owens, Mark Pellington ( Estats Units)

### Exhibicions especials
Les següents pel·lícules foren exhibides especialment pel 60è Aniversari del Festival.
- 11th Hour de Nadia Conners, Leila Conners Petersen
- Rebellion: the Litvinenko Case d'Andrei Nekrasov
- Les Boites de Jane Birkin ( França)
- Cartouches Gauloises de Mehdi Charef
- Cruising de William Friedkin ( Estats Units,  Alemanya)
- He Fengming de Wang Bing ( R.P. de la Xina)
- Centochiodi de Ermanno Olmi ( Itàlia)
- Retour en Normandie de Nicolas Philibert ( França)
- Roman de gare de Claude Lelouch ( França)
- Ulzhan de Volker Schlöndorff ( Alemanya)
- The War, de Ken Burns, Lynn Novick ( Estats Units)
- Young Yakuza de Jean-Pierre Limosin

### Cinéfondation
Les següents pel·lícules foren seleccionades per ser projectades a la competició Cinéfondation:
- A Reunion de Sung-Hoon Hong
- Aditi singh de Mickael Kummer
- Ahora todos parecen contentos de Gonzalo Tobal
- Berachel bitha haktana d'Efrat Corem
- Chinese Whispers de Raka Dutta
- For the Love of God de Joe Tucker
- Goyta de Joanna Jurewicz
- Halbe Stunden de Nicolas Wackerbarth
- Minus de Pavle Vuckovic
- Mish'olim de Hagar Ben-Asher
- Neostorozhnost d'Alexander Kugel
- Rondo de Marja Mikkonen
- Ru Dao de Tao Chen
- Saba de Thereza Menezes, Gregorio Graziosi
- Triple 8 Palace d' Alexander Ku
- Vita di Giacomo de Luca Governatori

### Curtmetratges en competició
Els següents curtmetratges competien per Palma d'Or al millor curtmetratge:
- Ah Ma d'Anthony Chen ( Singapur)
- Ark de Grzegorz Jonkajtys ( Polònia)
- The Last 15 d'Antonio Campos ( Estats Units)
- Looking Glass d'Erik Rosenlund ( Suècia)
- My Dear Rosseta de Yang Hae-hoon ( Corea del Sud)
- My Sister de Marco Van Geffen ( Països Baixos)
- The Oates' Valor de Tim Thaddeus Cahill ( Estats Units)
- Resistance aux tremblements d'Olivier Hems ( França)
- Run de Mark Albiston ( Nova Zelanda)
- To onoma tou spourgitiou de Kyros Papavassiliou ( Xipre)
- Ver Llover d'Elisa Miller ( Mèxic)

### Cannes Classics
Cannes Classics posa el punt de mira en documentals sobre cinema. i obres mestres del passat restaurades.
Tributs
- Hamlet de Laurence Olivier (1948)
- Kanał de Andrzej Wajda (1956)
- Richard III de Laurence Olivier (1955)
- Henry V de Laurence Olivier (1944)

Documentals sobre Cinema
- Brando de Mimi Freedman i Leslie Greif ( Estats Units)
- Lindsay Anderson, Never Apologize de Mike Kaplan ( Estats Units)
- Maurice Pialat, L'amour existe d'Anne-Marie Faux i Jean-Pierre Devillers ( França)
- Pierre Rissient de Todd McCarthy ( Estats Units)

Edicions restaurades
- Bound de Chastity Rules de Shin Sang-Ok (1962)
- Die Abenteuer des Prinzen Achmed de Lotte Reiniger (1926)
- Donne-moi tes yeux de Sacha Guitry (1943)
- Dracula de Terence Fisher (1958)
- Hondo de John Farrow (1953)
- La Bandera de Julien Duvivier (1935)
- Made In Jamaica de Jérôme Laperrousaz (2006)
- Mikey & Nicky d'Elaine May (1976)
- Pădurea spânzuraților de Liviu Ciulei (1964)
- Suspiria de Dario Argento (1977)
- Twelve Angry Men de Sidney Lumet (1957)
- Words for Battle de Humphrey Jennings (curt 1941)
- Yo Yo (Yoyo) de Pierre Etaix (1965)

## Seccions paral·leles

### Setmana Internacional dels Crítics
Els següents llargmetratges van ser seleccionats per ser projectats per a la quaranta sisena Setmana de la Crítica (46e Semaine de la Critique):
Pel·lícules en competició
- À l'intérieur de Julien Maury, Alexandre Bustillo ( França)
- El Asaltante de Pablo Fendrik ( Argentina)
- Funuke domo, kanashimi no ai wo misero de Daihachi Yoshida ( Japó)
- Nos retrouvailles de David Oelhoffen ( França)
- Meduzot d'Etgar Keret, Shira Geffen ( Israel,  França)
- A via láctea de Lina Chamie ( Brasil)
- L'orfenat de Juan Antonio Bayona ( Espanya,  Mèxic)
- Párpados azules d'Ernesto Contreras ( Mèxic)
- Voleurs de chevaux de Micha Wald ( Bèlgica,  França,  Canadà)
- XXY de Lucía Puenzo ( Argentina,  França,  Espanya)

Curtmetratges en competició 
- Um ramo de Juliana Rojas, Marco Dutr ( Brasil)
- Madame Tutli-Putli de Chris Lavis I Maciek Szczerbowski ( Canadà)
- Saliva de Esmir Filho ( Brasil)
- Rabbit Troubles de Mitovski, Kalev ( Bulgària)
- Fog de Peter Salmon ( Nova Zelanda)
- La Route, la nuit de Marine Alice le Du ( França)
- Both de Bass Bre’che ( Regne Unit,  Líban)

Exhibicions especials
- Héros de Bruno Merle ( França) (pel·lícula d'apertura)
- Déficit de Gael Garcia Bernal ( Mèxic) (La séance du Parrain)
- Malos hábitos de Simón Bross ( Mèxic) (La séance du Parrain)
- The Mosquito Problem and Other Stories d'Andrei Paounov ( Bulgària,  Estats Units,  Alemanya) (Documental)
- Primrose Hill de Mikhaël Hers ( França) (curt)
- Situation Frank de Patrik Eklund ( Suècia) (curt)
- Chambre 616 de Frédéric Pelle ( França) (Prix de la Critique)
- Expired de Cecilia Miniucchi ( Estats Units) (pel·lícula de clausura)

### Quinzena dels directors
Les següents pel·lícules foren exhibides en la Quinzena dels directors de 2007 (Quinzaine des Réalizateurs):
- Après lui de Gaël Morel ( França)
- Avant que j'oublie de Jacques Nolot ( França)
- Caramel de Nadine Labaki ( Líban,  França)
- Chop Shop de Ramin Bahrani ( Estats Units)
- Control d'Anton Corbijn ( Hongria)
- Dai Nipponjin de Hitoshi Matsumoto ( Japó)
- Foster Child (John John) de Brillante Mendoza ( Filipines)
- Elle s'appelle Sabine de Sandrine Bonnaire ( França)
- Garage de Lenny Abrahamson ( Irlanda)
- L'état du monde de Chantal Akerman ( Bèlgica), Apichatpong Weerasethakul ( Tailàndia, Vicente Ferraz ( Brasil), Ayisha Abraham ( Índia), Wang Bing ( R.P. de la Xina), Pedro Costa ( Portugal)
- L'un contre l'autre de Jan Bonny ( Alemanya)
- La France de Serge Bozon ( França)
- La Question humaine de Nicolas Klotz ( França)
- La Influencia de Pedro Aguilera ( Mèxic)
- Mutum de Sandra Kogut ( Brasil,  França)
- Ploy de Pen-ek Ratanaruang ( Tailàndia
- PVC-1 de Spiros Stathoulopoulos ( Colòmbia)
- Savage Grace de Tom Kalin ( Estats Units,  França,  Espanya)
- Smiley Face de Gregg Araki ( Estats Units,  Alemanya)
- Tout est pardonné de Mia Hansen-Løve ( França)
- Un homme perdu de Danielle Arbid ( Líban,  França)
- Yumurta de Semih Kaplanoglu ( Turquia,  Grècia)
- Zoo de Robinson Devor ( Estats Units)

## Tous Les Cinemas du Monde
Tous Les Cinemas du Monde va començar el 2005 per mostrar pel·lícules de diferents països. Del 19 de maig al 25 de maig de 2007 es van projectar pel·lícules de l'Índia, Líban, Polònia, Kenya, Guinea, Angola, Eslovènia, o Colòmbia.

### Índia
Els dos primers dies d'aquest programa es van dedicar íntegrament al cinema de l'Índia i van incloure pel·lícules en diferents idiomes. La pel·lícula en hindi Lage Raho Munna Bhai, que es va projectar el 19 de maig (amb la superestrella de Bollywood Sanjay Dutt, com un capo del submón de Mumbai que es comença a veure com l'esperit de Mahatma Gandhi), fou particularment ben rebuda. A més, una pel·lícula de Maniratnam, Guru, (protagonitzada per Abhishek Bachchan, Madhavan i Aishwarya Rai i llunyanament basada en la vida de Dhirubhai Ambani; Bachchan també va fer un cameo a Lage Raho Munna Bhai) també va tenir "ressò de la crítica". Altres pel·lícules en hindi foren Dhan Dhana Dhan Goal amb John Abraham i Bipasha Basu, Dharm, la pel·lícula en malaialam Saira, Missed Call, la pel·lícula en tàmil Veyil, i la pel·lícula bengali Dosar. Una altra pel·lícula índia en tàmil, Mozhi fou mostrada un any més tard en la categoria sense premi.

### Líban
A la Quinzena dels Directors va debutar Caramel de Nadine Labaki, una encantadora "dramèdia" de cinc dones que es reuneixen en un saló de bellesa i que tracten els seus problemes quotidians amb els homes, les expectatives socials, la sexualitat i la tradició davant els temps de modernització. Labaki no sols va dirigir i coescriure el guió, sinó que també hi va actuar. La resta del repartiment està compost majoritàriament per actors poc professionals, tots els quals ofereixen actuacions molt convincents i afegeixen molt de color i profunditat a la pel·lícula. Recordant una imatge de Pedro Almodóvar, Caramel és única no sols per la seva sofisticació tècnica i creativa, sinó també per no abordar cap de les qüestions religioses, polítiques o relacionades amb la guerra que han continuat afectant el seu entorn, fins ara, al Líban. La pel·lícula va resultar ser una revelació al festival i es va distribuir en més de 40 països, convertint-se en un èxit internacional.

## Premis

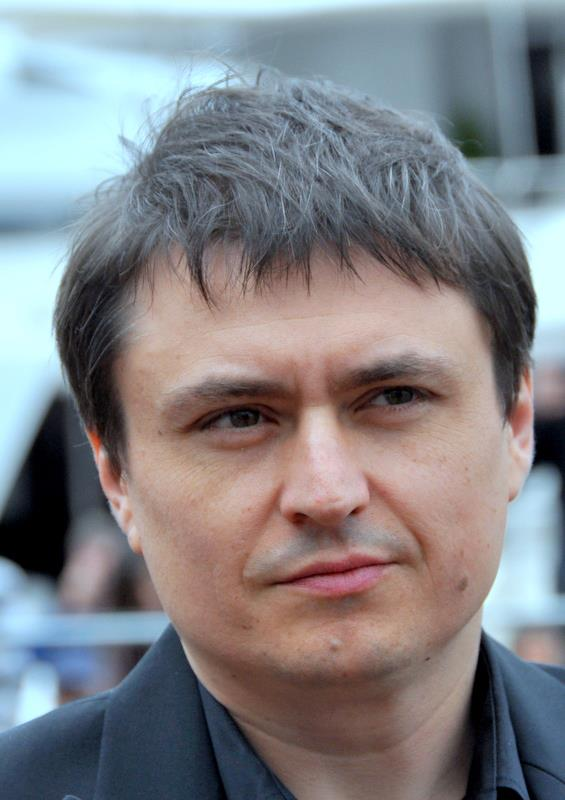
Cristian Mungiu, Palma d'Or

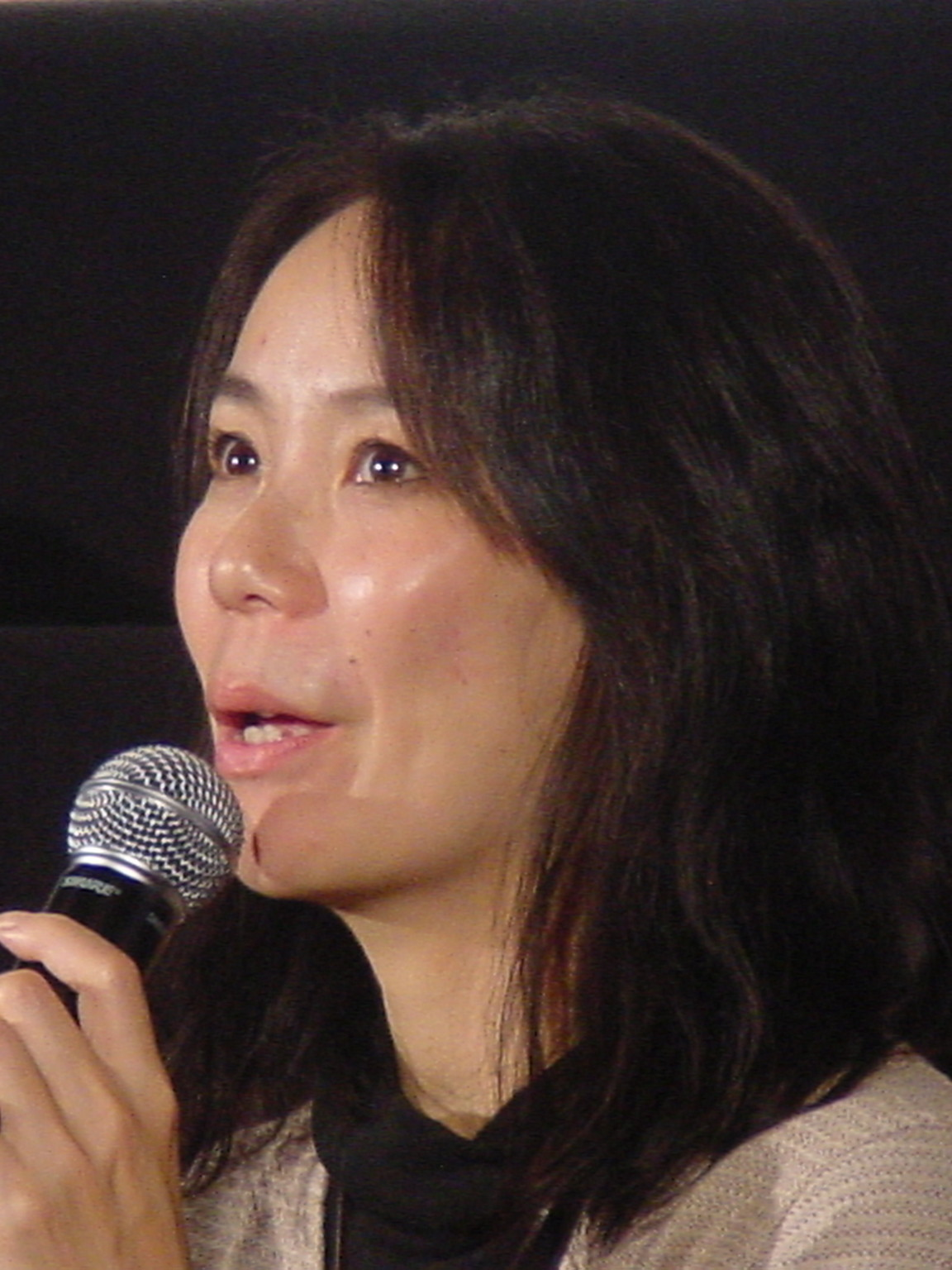
Naomi Kawase, Grand Prix

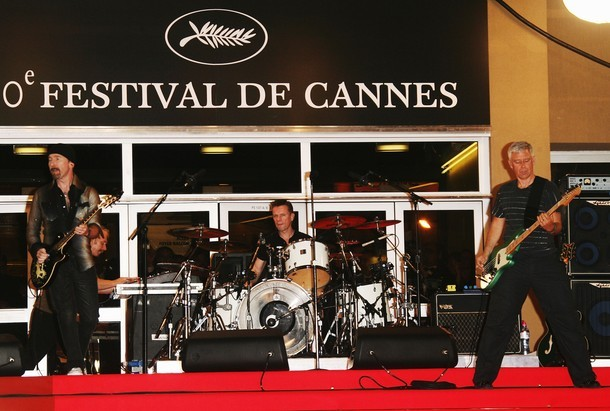
U2 tocant al Festival de Canes de 2007 abans de l'exhibició de U2 3D

### Premis oficials
Els guardonats en les seccions oficials de 2007 foren:
- Palme d'Or: 4 luni, 3 saptamini si 2 zile de Cristian Mungiu
- Grand Prix: Mogari no mori de Naomi Kawase
- Millor director: Julian Schnabel per Le scaphandre et le papillon
- Millor guió: Fatih Akın per Auf der anderen Seite
- Millor actriu: Jeon Do-yeon a Secret Sunshine
- Millor actor: Konstantin Lavronenko a Izgnanie
- Premi del Jurat:
  - Persepolis de Vincent Paronnaud, Marjane Satrapi
  - Luz silenciosa de Carlos Reygadas
- Premi 60è Aniversari: Paranoid Park de Gus Van Sant

Un Certain Regard
- Prix Un Certain Regard: California Dreamin', de Cristian Nemescu
- Premi Especial del Jurat Un Certain Regard: Actrices de Valeria Bruni Tedeschi
- Premi del jurat Heart Throb: La banda ens visita (Bikur Ha-Tizmoret) d'Eran Kolirin
- Distinció especial al curtmetratge: Run de Mark Albiston

Cinéfondation
- Primer premi: Ahora todos parecen contentos de Gonzalo Tobal
- Segon Premi: Ru Dao de Tao Chen
- Tercer Premi: Minus de Pavle Vuckovic

Càmera d'Or
- Caméra d'Or: Meduzot d'Etgar Keret i Shira Geffen

Curtmetratges
- Palma d'Or al millor curtmetratge: Ver Llover de Elisa Miller
- Menció especial: Ah Ma d'Anthony Chen & Run de Mark Albiston

### Premis independents
Premis FIPRESCI
- 4 luni, 3 saptamini si 2 zile de Cristian Mungiu (En competició)
- La banda ens visita (Bikur Ha-Tizmoret) d'Eran Kolirin (Un Certain Regard)
- Elle s'appelle Sabine de Sandrine Bonnaire

Premi Vulcan a l'Artista Tècnic
- Premi Vulcan: Janusz Kamiński (fotografia) per Le scaphandre et le papillon

Jurat Ecumènic
- Premi del Jurat Ecumènic: Auf der anderen Seite de Fatih Akın

Premis en el marc de la Setmana Internacional de la Crítica
- Grand Prix Canal+ al curtmetratge: Madame Tutli-Putli
- Petit Rail d'Or (presentat pels "ferroviaris cinèfils"[26]) per Madame Tutli-Putli

Altres premis
- Menció especial del jurat de la CICAE de Canes: Counterparts de Jan Bonny

Association Prix François Chalais
- Priemi François Chalais: A Mighty Heart de Michael Winterbottom[27]

## Mèdia
- INA: Pujant els esglaons: protocol ((francès))
- INA: Llista de guanyadors del Festival de Canes de 2007 ((francès))